# Вымогательство (фильм, 1950)
«Вымогательство» (англ. Shakedown) — фильм нуар режиссёра Джозефа Певни, который вышел на экраны в 1950 году.
Фильм рассказывает о беспринципном газетном фотографе Джеке Эрли (Говард Дафф), который благодаря своей инициативе, умению расположить к себе людей и неразборчивости в средствах быстро делает карьеру в одной из газет Сан-Франциско. Сделав по заданию редакции эксклюзивное фото гангстера Ника Палмера (Брайан Донлеви), Джек выходит на прямой контакт с Ником и начинает проявлять интерес к его жене Ните (Энн Вернон). Джек находит способ столкнуть Ника с его конкурентом, гангстером Колтоном (Лоуренс Тирни), что приводит к убийству Ника и росту славы Джека как фотографа, снявшего это убийство. Получив широкие возможности, Ник становится высокооплачиваемым фотографом, выполняющим наиболее престижные проекты. Однако шантаж Колтона, обман Ника и измена близкой подруге (Пегги Дау) приводят к тому, что во время спланированной Джеком акции ограбления гостей светского приёма Колтон убивает Джека, который в последний момент успевает запечатлеть акт своего убийства на камеру.
Критики дали фильму в основном удовлетворительные и хорошие отзывы, высоко оценив, прежде всего, актёрскую игру Говарда Даффа в главной роли и игру Лоуренса Тирни в типичной для него роли бандита. При этом было обращено внимание на некоторые слабости и недостатки в сценарии картины.

## Сюжет
В депо Сан-Франциско фотограф Джек Эрли (Говард Дафф) убегает от трёх преследующих его людей, на ходу успевая спрятать свою фотокамеру. Его догоняют и избивают, после чего он забирает камеру, проявляет фотографии и отвозит их в газету фоторедактору газету «Сан-Франциско дейли рекорд» Эллен Беннетт (Пегги Дау). Высоко оценив работу Джека, Эллен представляет его редактору газеты Дэвиду Гловеру (Брюс Беннетт). Тот соглашается купить одно фото, однако Джек вместо этого уговаривает редактора взять его на временную работу хотя бы на одну неделю. Дэвид неохотно соглашается и на следующий день поручает Джеку сделать фото из собачьего приюта. Джек яростно берётся за дело, однако ему не удаётся получить ничего оригинального. Эллен, которая видит у Джека большой потенциал, сочувствует его неудаче, и в знак утешения приглашает к себе домой на ужин. Там Джек узнаёт, что у Эллен есть жених, дантист из Портленда, фотография которого стоит у неё на столе. Такси, в котором Джек после ужина направляется домой, чуть было не сталкивается с опасно виляющей на дороге машиной, которой, вероятно, управляет пьяный водитель. Почувствовав свой шанс, Джек поручает таксисту начать преследование этой машины, которая через некоторое время вылетает с дороги и падает в воду. Джек уговаривает утопающего водителя попозировать ему, делает несколько фото, после чего спокойно удаляется, не оказав ему помощи. Дэвид, который явно недолюбливает Джека и видит в методах его работы что-то нечистое, тем не менее, вынужден признать, что тот снова добился хорошего результата. Он рекомендует Джеку в следующий раз звонить в газету, чтобы своевременно сопроводить его фотографию соответствующим текстом. Находясь в редакции, Джек снимает трубку телефона, по которой случайный информатор пытается сообщить редактору о крупном пожаре. Никому не говоря ни слова, Джек мгновенно выезжает на место, делая несколько эффектных снимков. Когда Джек говорит Дэвиду, что «случайно оказался» на месте пожара, Дэвид сомневается в честности его слов. Тем не менее, видя способности Джека, Дэвид даёт ему задание сделать фото гангстера Ника Палмера (Брайан Донлеви), снять которого не удавалось ещё ни одному фотографу из-за того, что Ник тщательно избегает камер. Пока все фотографы в надежде снять Ника толпятся у выхода из здания суда, Джек замечает поблизости машину, в которой сидит Нита (Энн Вернон), жена Ника, и знакомится с ней. Когда появляется Ник, Джек вступает с ним разговор, тонко давая понять, что публикация сделанных им фотографий в газете пойдут во благо Нику. Слова фотографа убеждают Ника, и он разрешает сделать несколько своих снимков. После того, как Джек приносит Дэвиду фотографию Ника, редактор после уговоров Эллен вынужден взять его в штат. Эллен, которая очарована Джеком, снова встречается с ним у себя дома, и на этот раз дело почти доходит до поцелуя, который прерывает телефонный звонок. После публикации фотографии Ника в газете, удовлетворённый гангстер приглашает Джека к себе домой, предлагая ему 2 тысячи долларов за участие в общем деле. У Ника был подручный Гарри Колтон (Лоуренс Тирни), который ушёл от него, сколотив собственную банду, и теперь угрожает деловым интересам Ника. Чтобы устранить Колтона с пути, Ник решает использовать Джека. Он сообщает фотографу, где и когда Колтон собирается провернуть крупное ограбление универсального магазина на 200 тысяч долларов, с тем, чтобы Джек сделал фото банды в момент совершения преступления. Если фотографии попадут в газету, то это уничтожит Колтона, однако никто не должен догадаться, что это сделано по наводке Ника. В условленный час Джек из укрытия фотографирует Колтона и членов его банды, когда они с награбленным выходят из магазина. Затем он делает два комплекта фотографий. Один комплект, где лица бандитов фактически неразличимы, он передаёт Эллен для публикации в газете, а второй комплект с отчётливо различимыми лицами в тайне от Эллен прячет в её квартире под рамкой, в которую вставлено фото её жениха. Затем Джек приезжает в боулинг-клуб, где расположена штаб-квартира банды Колтона, предлагая тому заплатить 25 тысяч долларов за непубликацию имеющихся у него фотографий. Против своего желания Колтон вынужден пойти на сделку с фотографом. Джек тут же направляется в магазин, покупая себе самую дорогую одежду. Дэвид снова вынужден признать, что Джек сделал отличную работу, которая повышает рейтинг газеты, и выписывает ему премию в 55 долларов, что выше его недельной зарплаты. По возвращении домой Джек видит, как Колтон и его люди обыскивают его квартиру в поисках негативов. Заявив, что негативы хранятся в надёжном месте, Джек затем сообщает Колтону, что информацию об ограблении ему дал Палмер. Затем Джек приходит к Нику, сообщая, что Колтон собирается захватить одну из его точек. Пока Ник уходит в свой кабинет, чтобы урегулировать по телефону это дело, Джек остаётся наедине с Нитой, любви которой он страстно желает добиться. Убеждённый в собственной неотразимости, он целует её, однако Нита холодно отвечает, что любит мужа и просит Джека удалиться. Некоторое время спустя Ник просит Джека приехать к нему на квартиру. По беспокойному поведению Ника Джек догадывается, что тот опасается, что Колтон готовит на него покушение этим вечером в определённый час. Джек сразу же отправляется в гараж боулинг-клуба, где дожидается, когда люди Колтона в униформе автомехаников выедут на дело. Джек следует за ними, скрытно фотографируя, как в гараже они закладывают бомбу в автомобиль Ника. Через некоторое время после ухода бандитов Джек фотографирует, как Ник садится в свой автомобиль и происходит взрыв, в результате которого тот погибает. Публикация в газете фотографии взрыва делает Джека, который оказывается в больнице с небольшой травмой, знаменитым на всю страну. Дэвид, навещая Джека, говорит, что после публикации этой фотографии, которую перепечатали ведущие журналы страны, ему предложили повышение в издательском концерне. При этом Дэвид вновь подчёркивает своё отрицательное отношение к Джеку, который, по его мнению, ведёт опасную и нечестную игру, которая не достойна журналиста. В ответ Джек отвечает, что Дэвида беспокоит не его порядочность как журналиста, а то, что Эллен предпочла его как мужчину в то время как Дэвид, который в влюблён в Эллен, ничего не сделал, чтобы сблизиться с ней. После ухода Дэвида появляется Эллен, которая рассказывает, что после публикации фотографии Джеку поступило несколько предложений от ведущих журналов перейти к ним на работу. Однако она просит Джека остаться в газете, так как в случае его ухода в данный момент могут уволить Дэвида за то, что он упустил столь ценного сотрудника. Однако Джек отвечает, что увольняется из газеты и будет работать фрилансером, так как в его нынешнем положении это наиболее выгодно. Когда Эллен пытается сказать, что это непорядочно, Джек не слушает её, и она удаляется в крайне удручённом состоянии. После выхода из больницы Джек навещает Ниту дома, объясняя, что снимок сделал случайно, так как немного опоздал на встречу с Ником, которую тот ему назначил. Джек далее пытается поговорить о Нитой о своих чувствах к ней, но она не поддерживает этот разговор. Вскоре Джек отправляется в продолжительную командировку по Европе и по Ближнему Востоку, зарабатывая большие деньги на своих фоторепортажах. Во время своего отсутствия Джек регулярно шлёт Ните дорогие подарки. По возвращении в Сан-Франциско он приглашает Ниту в ресторан, чтобы объясниться, однако она уходит от разговора. Там же в ресторане представитель крупного журнала предлагает Джеку провести фотосъёмку благотворительного бала в доме миссис Уортингтон (Джозефин Уиттелл), на котором соберутся самые богатые люди страны. Джека это не интересует до тех пор, пока он не слышит, что на мероприятие приедут люди, на которых будут драгоценности на миллионы долларов. Зная любовь Ниты к драгоценностям, Джек решает взять заказ на фотосъёмку, одновременно подготавливая план ограбления гостей. Во время предварительного посещения дома миссис Уортингтон он делает съёмку помещений, получая полное представление о том, как устроен дом. Затем Джек приходит к Эллен домой, незаметно для неё извлекая из-под рамки одну из спрятанных там фотографий. Эллен говорит Джеку, что рассталась с дантистом. После этого она рассказывает, что Дэвид заявил издателю, что Джек — безжалостный и беспринципный человек, который думает только о себе, и в конце концов уничтожит себя. Он также сказал, что если Джек будет работать в их газете, то он уволится, и издатель встал на сторону Дэвида. На прощанье Эллен просит Джека больше к ней не приходить, однако Джек не верит её словам. От Эллен Джек направляется к Колтону, предлагая его банде ограбить гостей во время бала у миссис Уортингтон. Он передаёт гангстеру фотографии помещений в здании, план главного зала и план размещения охраны, а также шесть официальных приглашений на бал. Когда Колтон отказывается, Джек показывает ему фотографию, на которой подручный гангстера закладывает бомбу в машину Ника. Колтон вынужден согласиться пойти на ограбление и на раздел добычи в Джеком пополам. Джек дарит Ните дорогие драгоценности, после чего говорит ей, что скоро будет очень богат, и они смогут вместе уехать в Европу. Он делает ей предложение, и она обещает подумать и дать ему ответ. Однако после этого Ниту тайно навещает Колтон, сообщая ей, что истинным убийцей её мужа является Джек, и его фотографии подтверждают, что именно он подстроил это убийство. Нита понимает, что Джек убрал Ника из-за желания обладать ей, и соглашается помочь гангстеру устранить Джека. Во время бала Нита зазывает Джека в отдельное помещение, где обнимает и целует его, говоря, что готова дать ему ответ. Однако затем она достаёт пистолет и обвиняет Джека в убийстве мужа. Джек пытается возражать, что у него есть доказательства того, что убийство совершил не он. Под дулом пистолета Джек звонит домой Эллен с просьбой достать из рамки пакет с фотографиями и срочно привезти их на бал. Однако Эллен, которая весело отмечает у себя дома день рождения Дэвида и больше не хочет иметь ничего общего с Джеком, отказывается ему помогать и вешает трубку. Когда Джек в отчаянной попытке хватается за пистолет Ниты, после чего начинается борьба за оружие. В этот момент из-за занавески появляется Колтон, который стреляет в них, убивая Ниту, однако Джек успевает выскочить в зал. Колтон нагоняет Джека, когда тот бежит по лестнице, и выстрелами из пистолета убивает его. Падая, Джек нажимает на кнопку своего стационарного фотоаппарата, фиксируя на плёнке Колтона в момент убийства.

## В ролях
- Говард Дафф — Джек Эрли
- Брайан Донлеви — Ник Палмер
- Пегги Дау — Эллен Беннетт
- Лоуренс Тирни — Колтон
- Брюс Беннетт — Дэвид Гловер
- Энн Вернон — Нита Палмер
- Степлтон Кент — редактор городских новостей
- Питер Вирго — Рой
- Чарльз Шерлок — Сэм

## Создатели фильма и исполнители главных ролей
По информации Американского института киноискусства, этот фильм стал первой работой в качестве кинорежиссёра для актёра театра и кино Джозефа Певни. Он также сыграл в фильме небольшую роль, которая стала последней актёрской работой в его карьере. В 1950-е годы Певни стал известным студийным режиссёром, поставившим, в частности, такие фильмы нуар, как «Железный человек» (1951), «Пересечь шесть мостов» (1955), «Женщина на пляже» (1955) и «Это случилось в полночь» (1957). Позднее Певни много работал как режиссёр различных телесериалов, включая многие эпизоды культового сериала «Звёздный путь» (1966—1967).
В фильме задействована целая группа актёров, которые были хорошо известны по ролям в фильмах нуар. В частности, Говард Дафф сыграл в таких нуарах, как «Обнажённый город» (1948), «Джонни-стукач» (1949), «Незаконное проникновение» (1949) и «Женщина в бегах» (1950). Брайан Донлеви, который в 1940 году за роль в военной мелодраме «Красавчик Жест» (1939) был номинирован на «Оскар», к 1950 году успел сыграть в таких фильмах нуар, как «Стеклянный ключ» (1942), «Ночной кошмар» (1942), «Поцелуй смерти» (1947) и «Удар» (1949). Лоуренс Тирни сыграл, в частности, главные роли в фильмах «Диллинджер» (1945), «Рождённый убивать» (1947), «Дьявол едет автостопом» (1947), «Телохранитель» (1948) и «Хулиган» (1951).

## История создания фильма
Рабочее название этого фильма — «Великолепный негодяй» (англ. The Magnificent Heel).
В основу сценария картины положена история Нэта Дэллинджера (англ. Nat Dallinger) и Дона Мартина (англ. Don Martin) под названием «Торжественный приём» (англ. The Red Carpet). Дэллинджер, который работал оператором новостей в компании King Features, входившей в концерн Hearst Communications, выступил в качестве технического советника этого фильма.
Съёмки фильма проходили в павильонах студии Universal Studios в апреле-мае 1950 года, фильм вышел в прокат 25 августа 1950 года.

## Оценка фильма критикой
Фильм получил достаточно благоприятные отзывы критики. Сразу после его выхода на экраны газета «Нью-Йорк таймс» в своей рецензии написала, что «в центре внимания этого фильма один из самых радикальных, идущих напролом негодяев». Хотя в этой мелодраме «больше длинных разговоров, чем действия, но в достатке присутствует и последнее, и всё это за 80 минут». Критик газеты особенно выделяет «Говарда Даффа в роли беспринципного газетного фотографа, который выдаёт настолько убедительную игру, что даже надуманный сюжет воспринимается совсем не так уж тяжело, как этого можно было ожидать. Дафф редко отсутствует в кадре, и его игра ни разу не даёт запинки в отличие от сценария, который делает это часто». Что касается остальных актёров, то «Брайан Донлеви и Лоуренс Тирни убедительны в ролях гангстеров, Брюс Беннетт хорош в роли редактора, который сомневается в порядочности Эрли и озабочен его безжалостным честолюбием, а Пегги Дау и Энн Вернон грамотно сыграли фоторедактора и жену гангстера соответственно». Подводя итог, рецензент замечает, что «за исключением необыкновенно порочного протагониста, который занят уважаемой профессией, в остальном это средняя криминальная мелодрама».
По мнению современного историка жанра фильм нуар Боба Порфирио, эту картину нельзя назвать «уничижительным разоблачением газетного бизнеса, каким была классика 1930-х годов „Пять последних звёзд“ (1931) или любые из версий фильма „Первая полоса“ (1931). Это скорее обвинение американскому стремлению к успеху и тому, как амбиции доводят таких людей, как Джек Эрли, до злоупотреблений огромной властью, которую предоставляет пресса». Как далее отмечает Порфирио, «в этом фильме Говард Дафф снова демонстрирует свою способность создать образ симпатичного подлеца, которую он показал ранее он в „Обнажённом городе“». Что же касается Лоуренса Тирни, то тот «во время съёмок вёл разгульную жизнь, но при этом привнёс в фильм канонический образ одного из самых угрожающих злодеев жанра фильм нуар». Спенсер Седби пишет, что это фильм о «беспринципном фотографе, который влезает в гангстерские дела и в убийство». Историк кино Деннис Шварц отмечает, что «Певни адекватно ставит этот малый рутинный фильм нуар о безжалостном и беспринципном фотографе», который не тянет на «разоблачительную историю», а «скорее отражает стремление американцев к материальному успеху». Среди актёров выделяются «Говард Дафф, который убедительно играет нахала», а также «Лоуренс Тирни, который находится в своей стихии в роли грозного бандита». По мнению Майкла Кини, «Дафф превосходно создаёт тревожный портрет безжалостного оппортуниста, который не остановится ни перед чем в своём восхождении наверх, а Тирни, как обычно, убедительно играет злобного бандита». Как отмечает Хэл Эриксон, «в это трудно поверить, но Дафф делает своего персонажа в чём-то даже симпатичным, так что зрителям не терпится увидеть, какую аферу он провернёт в следующий раз».